# Antiga església d'Åsane
Antiga Església d'Åsane (en noruec Åsane gamle kirke) és una antiga església parroquial de l'Església de Noruega al municipi de Bergen al comtat de Vestland, Noruega. Es troba al barri de Saurås al districte d'⁣Åsane a la ciutat de Bergen. Abans era l'església de la parròquia d'Åsane, que forma part del deganat d'Åsane prosti a la diòcesi de Bjørgvin. L'església de pedra blanca va ser construïda amb un disseny llarg d'església l'any 1795 amb plànols elaborats per un arquitecte desconegut, i tenia una capacitat per a unes 240 persones. LVa ser consagrada l'any 1795 pel bisbe Johan Nordahl Brun. Actualment, ja no s'utilitza habitualment des que l'any 1993 es va construir la "nova" Església d'Åsane, i l'antiga església s'utilitza principalment per a funerals i casaments, així com per a esdeveniments especials.

## Nom
Històricament, l'església s'anomenava Aasene kirke (Església d'Åsane), però al segle xx, va utilitzar l'ortografia moderna noruega de Åsane kirke. Des que es va completar la nova església d'Åsane, l'església es coneix com a Åsane gamle kirke. La paraula gamle significa "vell".

## Història
Els registres històrics més antics existents de l'església es remunten a l'any 1598, però la capella no era nova aquell any. La primera capella d'Åsane va ser una stavkirke de fusta que probablement es va construir durant el segle XIII. L'església va ser una capella annexa sota l'altra església de Hamre durant molts segles i va ser utilitzada per la gent que vivia a la península d'Åsane. L'any 1695, la capella va ser reparada i reformada amb la construcció d'un nou cor amb entramat de fusta i una nova coberta. L'antiga capella de fusta va estar allà durant uns 500 anys, abans de ser enderrocada i substituïda per una nova església de pedra el 1795. Els murs eren de pedra coberta de guix, i els frontons i la torre eren de fusta. La tradició local diu que la nova església de pedra es va aixecar a l'exterior de l'antic edifici de fusta perquè pogués ser utilitzada durant la construcció. La nova església tenia una nau rectangular d'uns 7,8 per 11,5 metres i un cor rectangular més estret que mesura uns 6,5 per 6,5 metres. Els murs de pedra de l'església mesuren aproximadament 1 metre de gruixuda. La nova església va ser consagrada l'any 1795 pel bisbe Johan Nordahl Brun.
L'any 1842, la torre va ser reparada i reconstruïda, guanyant una mica més d'alçada. El 1866, es va renovar la coberta, que es va revestir amb teules de pissarra. Durant els anys 1867 i 1868, l'església va experimentar una restauració significativa: es va instal·lar un nou paviment, es van afegir noves cadires i es va construir una galeria de seients al segon pis, a l'extrem oest. El 1871, la capella va ser elevada a la categoria d'església i es va constituir com a parròquia independent. Entre 1891 i 1893, l'església va ser remodelada i ampliada. La nau es va ampliar uns 4 metres a l'oest i un nou porxo de l'església de 3,7 per 3,4 metres es va construir a l'extrem oest de la nau. El 1935, l'església va ser restaurada per Ole Landmark i va fer construir una gran sagristia de pedra perpendicularment al mur nord del cor. A partir de la dècada de 1960, es van començar les discussions sobre la substitució de l'església vella per una nova, més gran i més funcional per a l'àrea urbana d'Åsane, en ràpid creixement, però en aquell moment no es va fer res.
La nit de Nadal de 1992, l'església va ser incendiada per Jørn Tunsberg i Varg Vikernes i va patir greus danys. La teulada i la torre van cremar, però els gruixuts murs de pedra i els fonaments van romandre. En aquest punt, la parròquia va decidir que s'havia de construir una nova església, però també que es reconstruís l'església històrica. Es va construir una nova església d'Åsane més gran a 1 quilòmetre alsud el 1993. Després d'això, l'antiga església va ser totalment reconstruïda utilitzant els mateixos fonaments i murs de pedra. Es van utilitzar fotografies antigues i imatges de l'església per assegurar-se que la substitució seria la mateixa que abans. L'edifici de l'església va ser substituït, però molts artefactes històrics i obres d'art es van perdre en el foc. L'església reconstruïda va ser consagrada de nou el 19 de novembre de 1995 pel bisbe Ole Danbolt Hagesæther i en aquest moment, l'església va ser rebatejada com a "Antiga Església d'Åsane". Des que es va reconstruir, l'església s'ha utilitzat per a ocasions especials com casaments, funerals i serveis especials, però no s'utilitza habitualment.

## Galeria

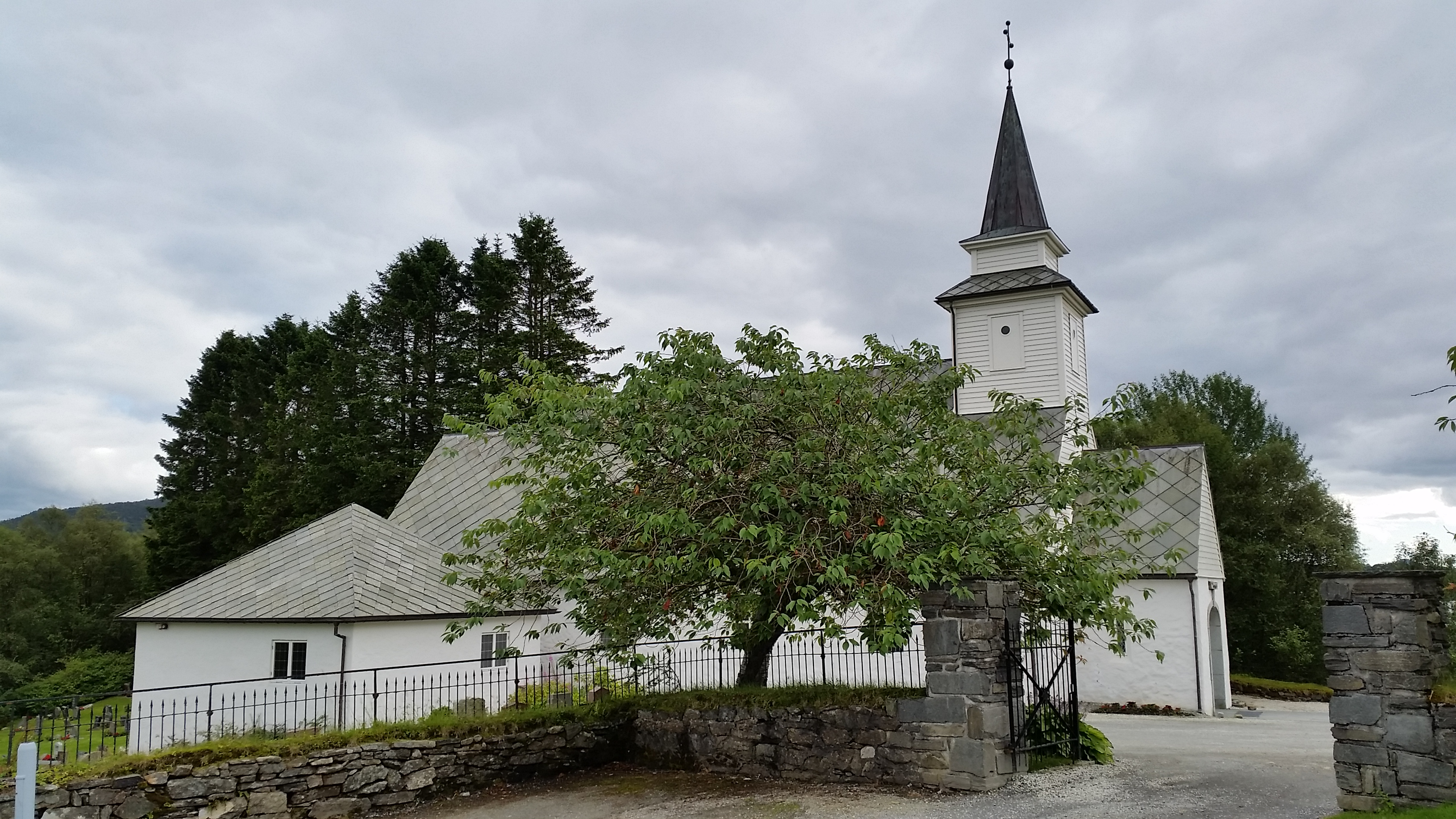
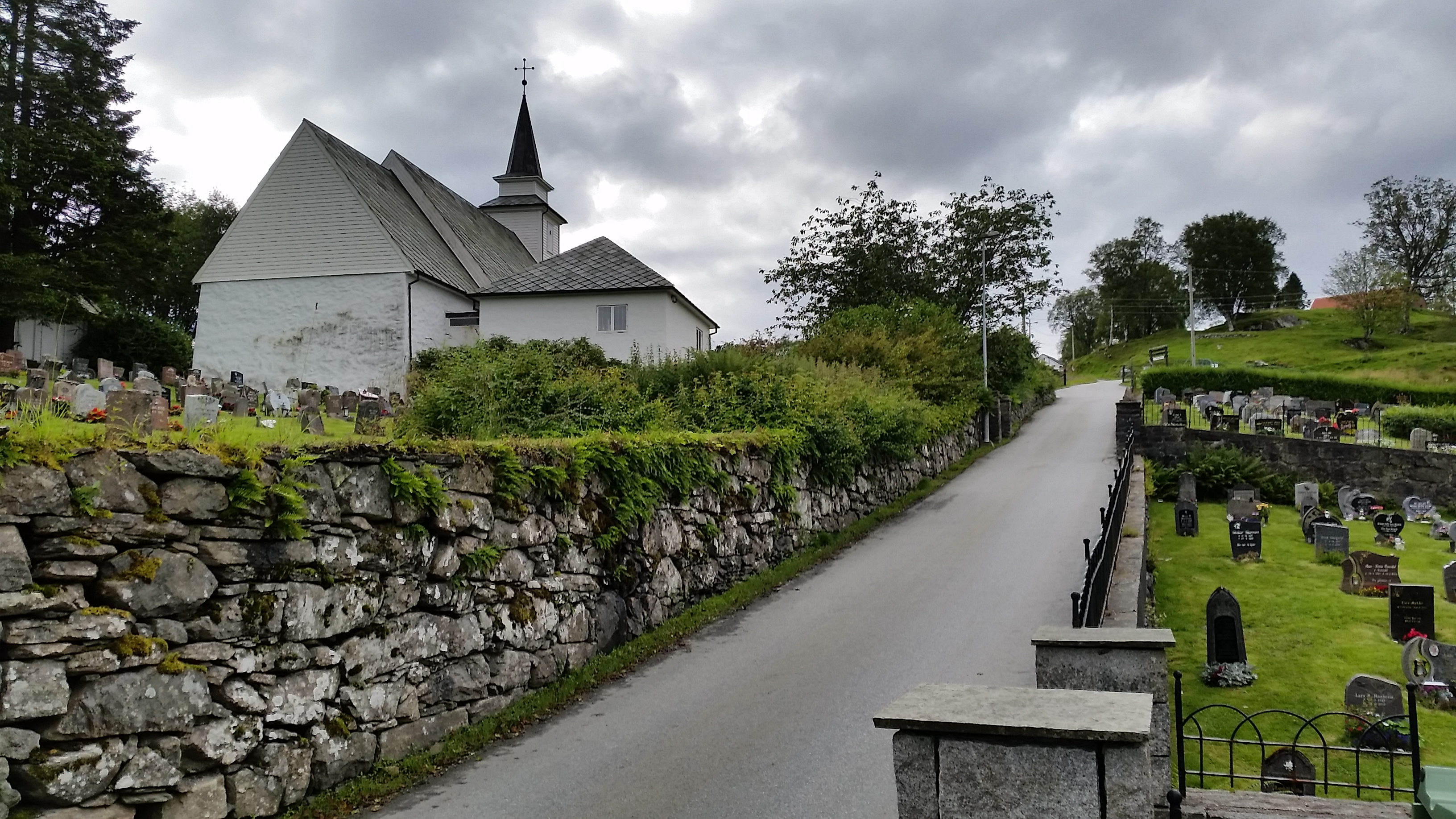
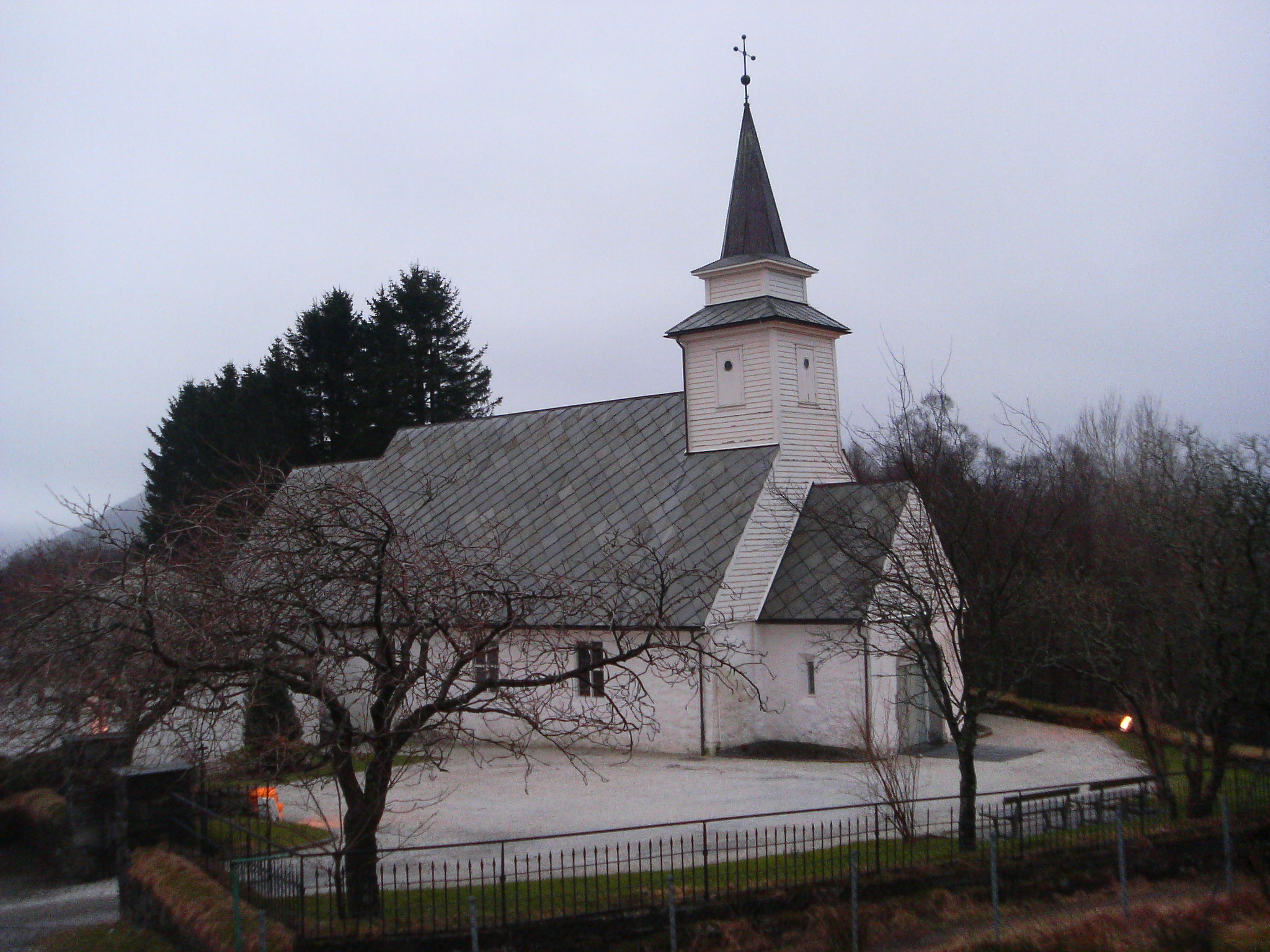
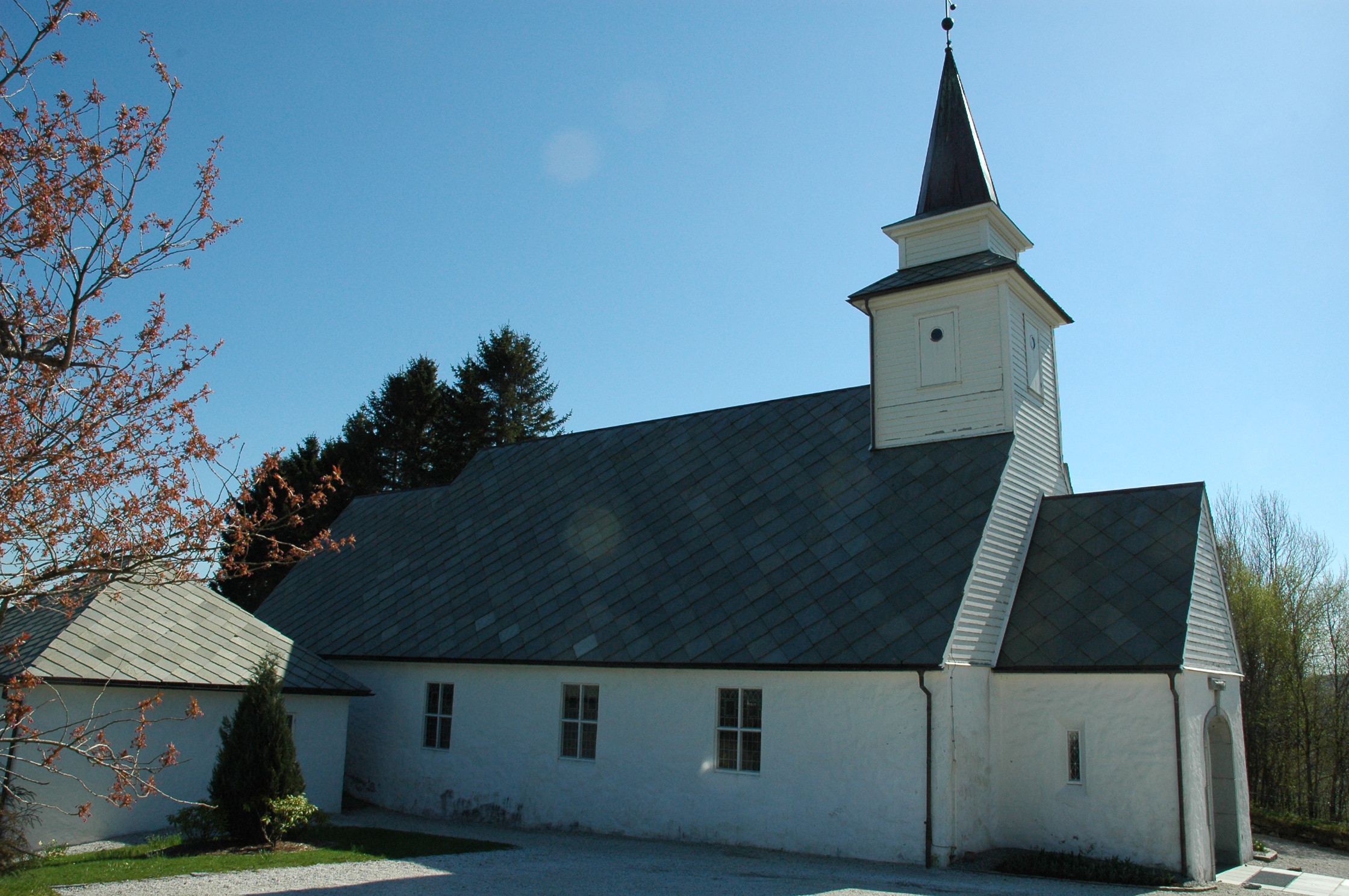
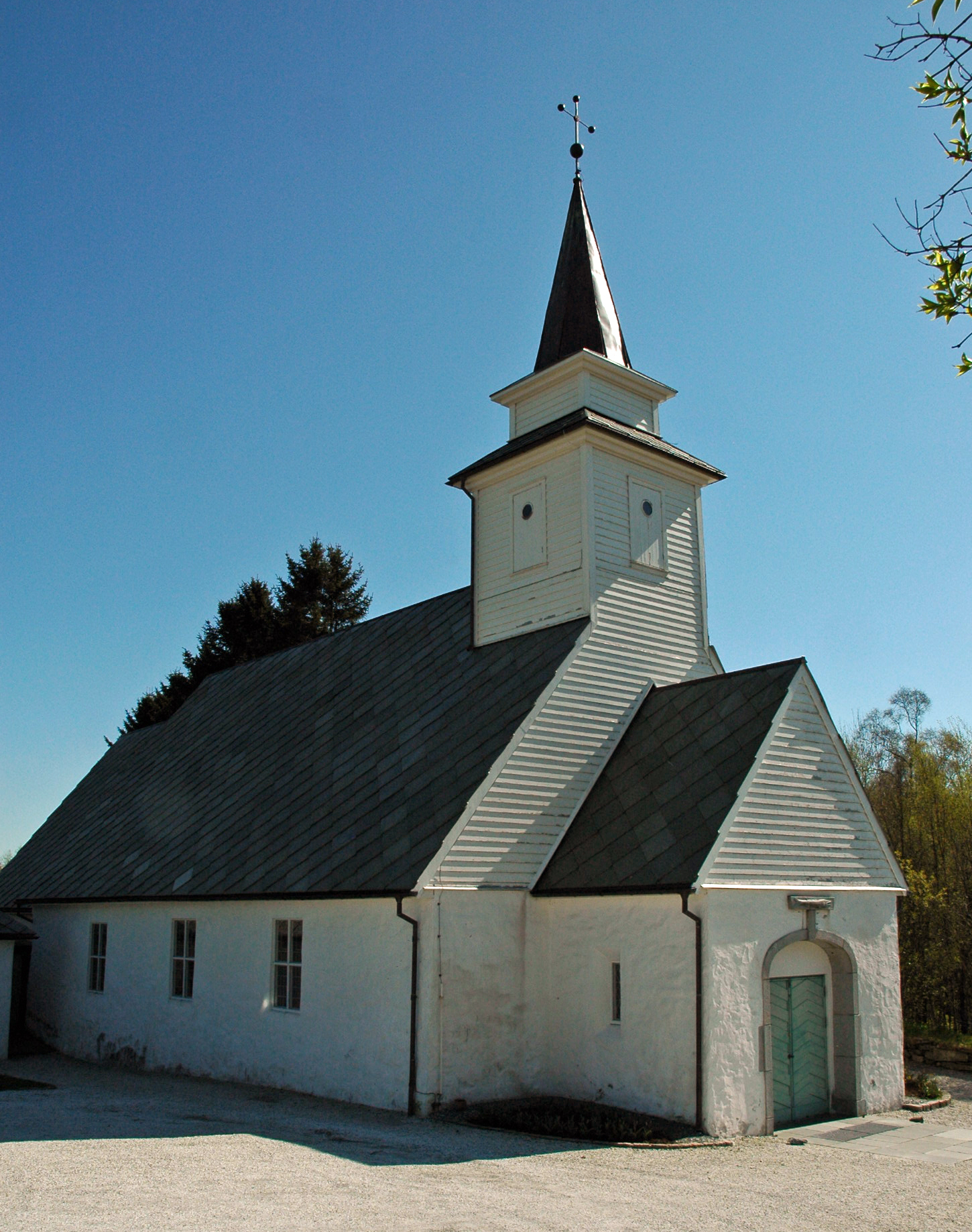
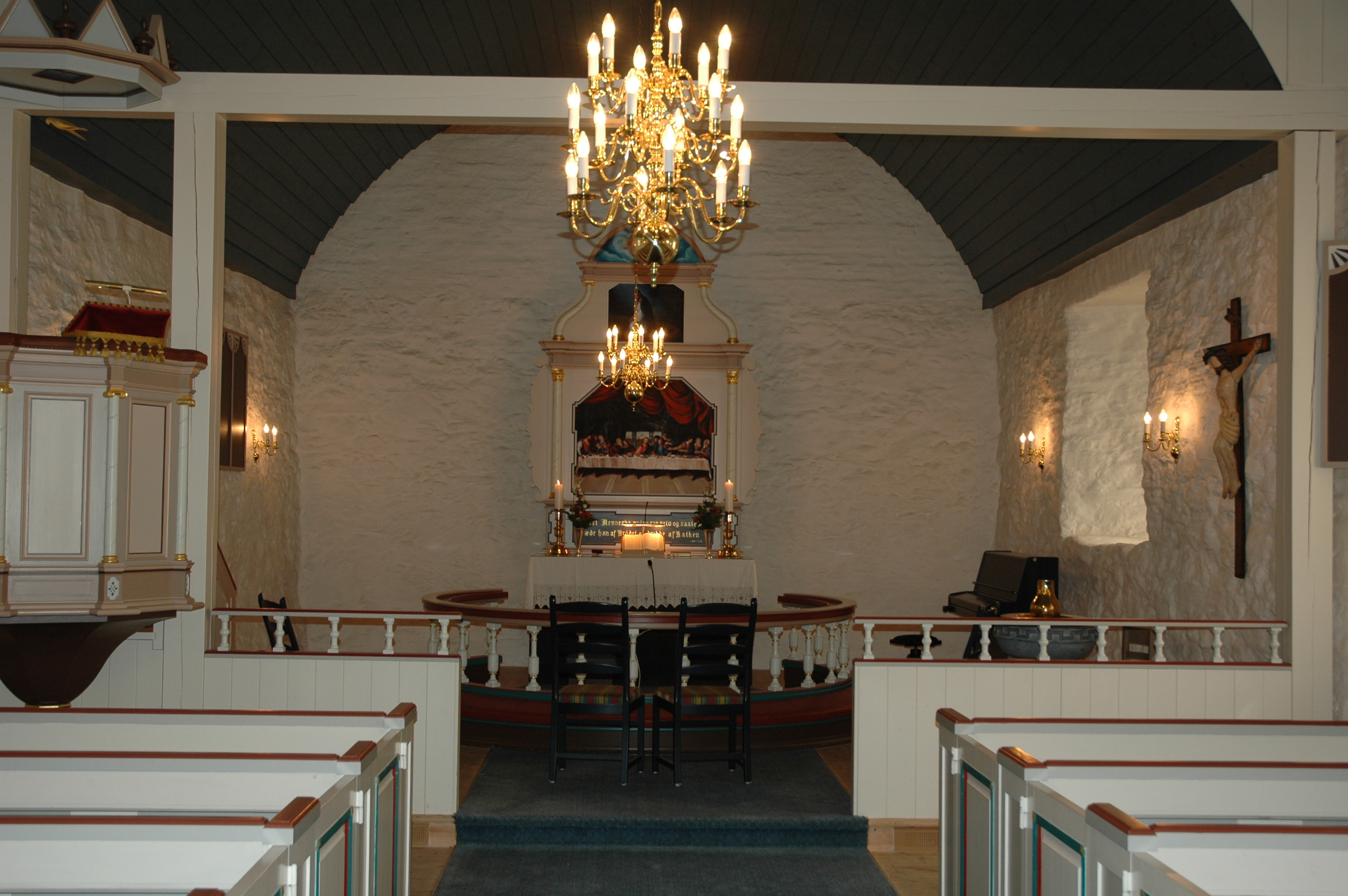
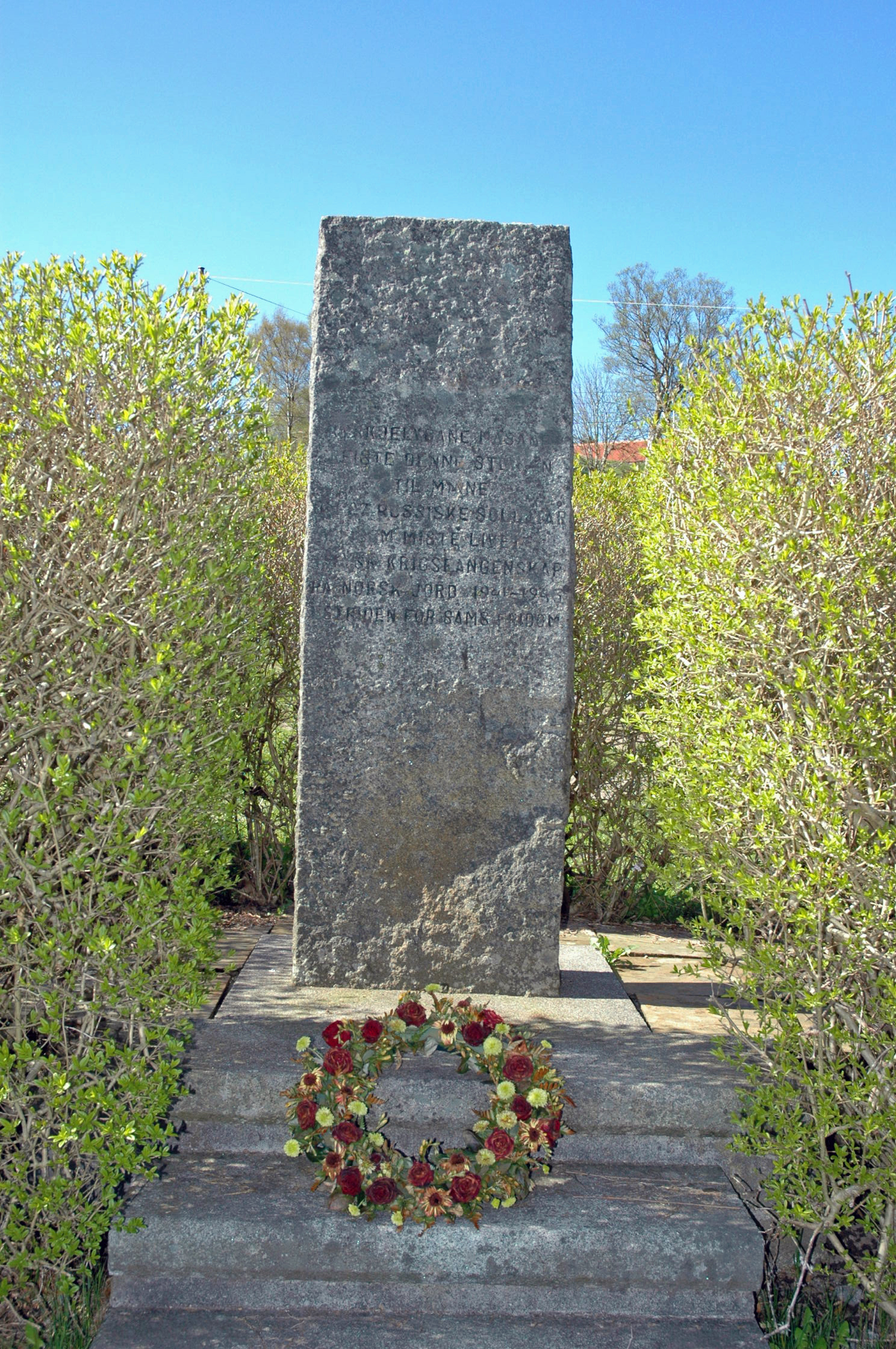
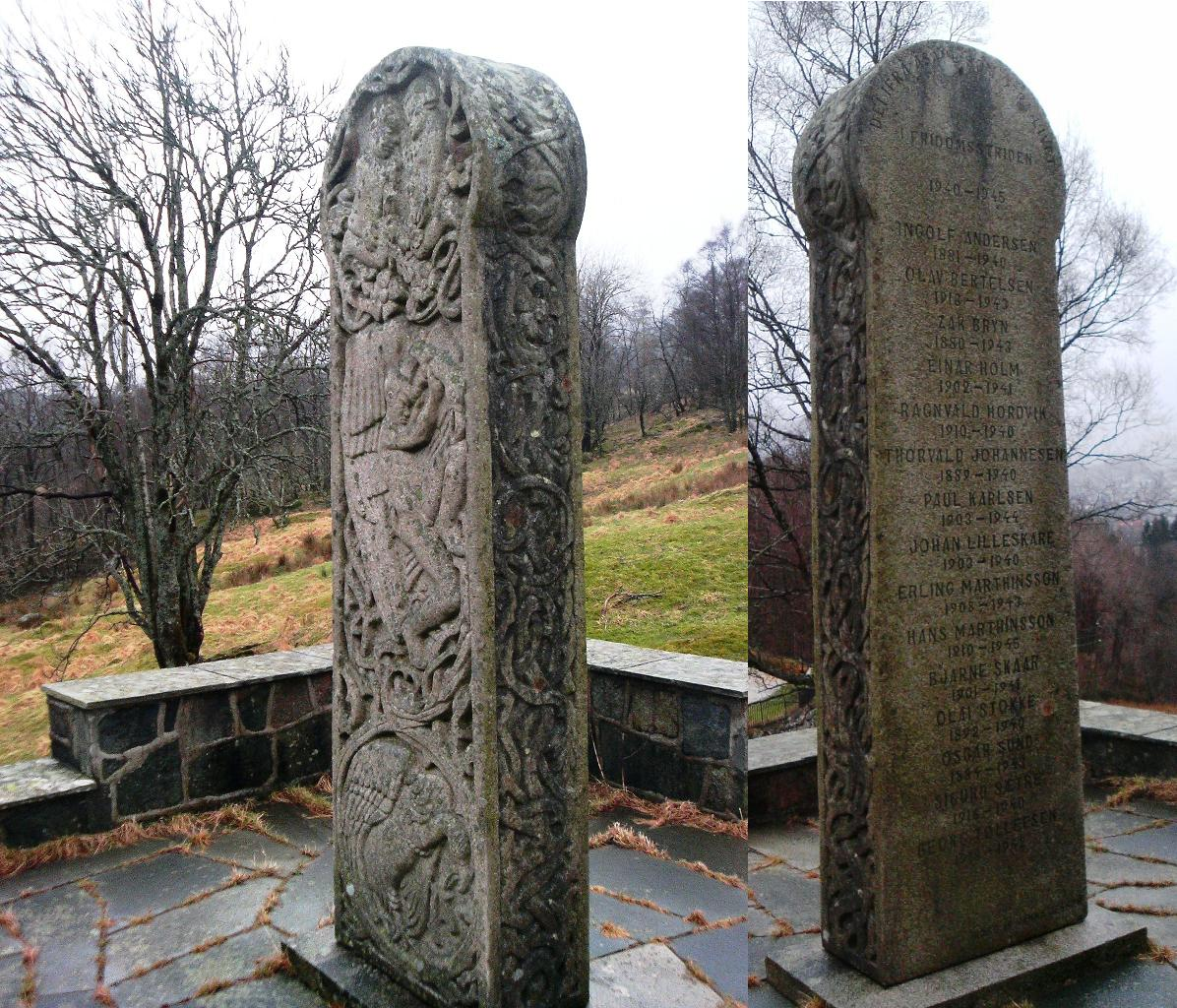